# Hemnes
Hemnes este o comună din provincia Nordland, Norvegia.